# Gauliga Steiermark 1942./43.
Gauliga Steiermark u sezoni 1942./43. bio je drugi rang austrijskog nogometnog sustava unutar Trećeg Reicha.
Za vrijeme njemačke okupacije slovenski dio Štajerske, s nekim pripojenim područjima Donje i Gornje Štajerske, činila je posebnu upravnu jedinicu pod nazivom Donja Štajerska. Iz Gorenjske je Donjoj Štajerskoj pripojen dio kotara Kamnik (općina Trojane), dio kotara Litija (općine Zagorje, Mlinše, Dole, Polšnik i Sv. Jurij pod Kumom), a u Dolenjskoj dio kotara Krško (općine Boštanj, Bučka, Reka, Studenec, Krško, Leskovec, Cerklje, Radeče, Št. Janž i dijelovi općina Tržišče, Škocjan i Sv. Križ pri Kostanjevici).

## Sustav natjecanja
Vodeći donjoštajerski klubovi bili su priključeni štajerskom sustavu natjecanja, točnije natjecanju zvanom Gauliga Steiermark, koje je predstavljalo drugi razred austrijskog nogometa unutar Trećeg Reicha, a važno je i da se broj momčadi s današnjeg slovenskog područja koje su igrale u Gauligi Steiermark mijenjao nekoliko puta u razdoblju od 1941. do 1945. godine.
Najviši austrijski rang u Trećem Reichu predstavljala je Gauliga Ostmark, koja je nakon pripojenja Austrije Trećem Reichu 1938. godine preuzela ulogu austrijskog državnog nogometnog prvenstva. Nakon širenja Drugog svjetskog rata na područje Jugoslavije, odnosno njemačke okupacije te pripajanja velikog dijela Dravske banovine Trećem Reichu, Gauliga Ostmark je preimenovana u Gauliga Donau-Alpenland. Unatoč tome, niti jedan slovenski klub nije se natjecao u najvišem razredu ovog natjecanja, jer su momčadi s okupiranih područja isprva bile uključene u drugi razred, iz koje se nijedna ekipa iz Gorenjske ili Donje Štajerske nije plasirala u najviši stupanj natjecanja, Gauligu Donau-Alpenland, u razdoblju 1941. – 1945.
Unutar Gaulige Donau-Alpenland nije postojao jedinstveni drugi razred, već je bio podijeljen na sedam regionalnih natjecanja (1. Klasse Wien Gruppe A, 1. Klasse Wien Gruppe B, Oberdonauer 1. Klasse, Salzburger 1. Klasse, 1. Klasse Kärnten, 1. Klasse Niederdonau i Gauliga Steiermark), a nakon pvog dijela natjecanja najbolje ekipe iz svake regije natjecale su se u završnici, a dvije najbolje momčadi bi bile uvrštene u Gauligu Donau-Alpenland, koja je predstavljala najviši razred Austrije. Pobjednik natjecanja prvim je mjestom izravno osvojio i naslov austrijskog nogometnog prvaka te tako dobio priliku nastupiti u završnici za naslov prvaka Trećeg Reicha, gdje su u razdoblju 1941. – 1945., osim ekipa iz Gaulige Donau-Alpenland, sudjelovale momčadi iz još 18 Gauligi.

## Novosti
U sezoni 1942./43. ponovno je reorganizirano natjecanje u okružnoj ligi Steiermark, te je broj klubova povećan sa 10 na 14. Zbog većeg broja klubova natjecanje je podijeljeno u dvije skupine: Skupina A (Steiermark – Nord) u kojoj su se natjecali klubovi s područja sjeverno od Graza (Kapfenberger SC, GAK, Puch Graz, BSG Donawitz, BSG Fohnsdorf, Reichsbahn SG Graz, LSV Zeltweg), te Skupina B (Steiermark – Süd) koja je okupila klubove iz Donje Štajerske, kojoj su pridodani i "slovenski" klubovi (SV Rapid Marburg, Grazer SC, Post SG Graz, SG Cilli, BSG Rosenthal, TuS Leibnitz i SG Reichsbahn Marburg). Natjecanje je ove sezone obogaćeno za još jedan slovenski klub, jer se Rapidu Maribor i SG Cilli iz Celja pridružio još jedan mariborski klub, SG Reichsbahn Marburg (ŠD Železničar Maribor). Mariborski Železničar prvi je put nastupio u Gauligi Steiermark 13. rujna kada je mariborski Železničar na domaćem terenu igrao protiv austrijske momčadi BSG Rosenthal.

## Sezona
Iz lista Marburger Zeitung vidljivo je da se Železničar prvih nekoliko mjeseci nakon šestotravanjskih događaja više-manje mučio zbog velikih problema s igračkim kadrom, a i rezultati su bili primjereni. Važna prekretnica dogodila se u ožujku 1942. godine, kada je došlo do velikih promjena kako u smjernicama klupskog rada tako i u klupskom vodstvu. Za novog predsjednika kluba izabran je poznati mariborski sportski djelatnik, diplomirani Nijemac. ing. Rachle, a dopredsjedničke pozicije zauzeli su Thurnher i Zollneritsch.

Nakon reorganizacije i kadrovskih promjena u vodstvu želje i ciljevi su rasli, a uprava kluba se pobrinula da u klubu počnu s radom i druge sportske sekcije: streljaštvo, atletika, planinarenje, plivanje i zimski sportovi. Nogometni dio ipak je dobio najviše pozornosti, a nova uprava kluba želi vratiti nekadašnji ugled. Shvatili su da to mogu postići samo na jedan način: natjecanjem u Gauligi Steiermark. U tome su i uspjeli.
Opet se među momčadima s današnjeg slovenskog prostora najbolje pokazao SV Rapid koji je sezonu započeo u sastavu: Schescherko, Kramberger, Kraßnig, Konitsch, Gaischek, Boroyka, Semlitsch, Bödendorfer, Heller, Pozait, Krämer, Sternat i Janschekowitsch. Dobru sezonu prognozirali su u prvom kolu, kada su na domaćem terenu svladali Grazer SC 5:0. Svojom izvrsnom igrom, koja je rezultat višegodišnjeg timskog rada i uhodanog sustava igre, mariborski crno-plavi doslovno su pomeli konkurenciju i na kraju jesenskog dijela sezone osigurali prvo mjesto u skupini Steiermark – Süd unutar Gaulige Steiermark, što je bio izniman uspjeh za cijeli donjoštajerski nogomet.

Vrijedi spomenuti i da je jesenski dio sezone za Rapid Maribor obilježio važnu obljetnicu. U prvenstvenoj utakmici protiv ekipe Grazer Post SG, koju su crno-bijeli dobili s nevjerojatnih 10:0, trojica nogometaša mariborskih Nijemaca Oskar Werbnigg, Hans Heller i Erwin Bäumel upisali su 200. nastup u crno-plavom dresu. Bio je to izvanredan uspjeh, dosad nezabilježen na nogometnim terenima Donje Štajerske, pa je dobio izuzetnu medijsku pozornost. Marburger Zeitung je dosta prostora posvetio igračkim kvalitetama spomenutih nogometaša, čije su karijere obilježile iznimna borbenost i velika odanost ovom slavnom mariborskom klubu.

Posebno vrijedi istaknuti Hansa Hellera, iznimno hladnokrvnog napadača s iznimnim osjećajem za gol, koji je svojim nevjerojatnim golgeterskim sposobnostima stekao doslovno kultni status među navijačima Rapida. Heller je u svojoj bogatoj karijeri zbog brojnih ozljeda odigrao i nekoliko utakmica kao vratar u igračkom kadru Rapida, čime se dodatno usidrio u srca vjernih crno-plavih navijača.

Rapid Maribor je uz pet pobjeda i samo jedan poraz sakupio 10 bodova, uz gol-razliku 29:12, i tako sigurno osvojio naslov jesenskog prvaka u skupini B (Steiermark – Süd). Solidno je prošao i Železničar, koji je na polovici sezone msa sedam bodova (dvije pobjede, jedan remi i tri poraza te gol-razlikom 12:16) zauzeo treće mjesto. Nešto lošije prošao je SG Cilli iz Celja koji je u šest utakmica sakupio samo četiri boda (dvije pobjede i četiri poraza i gol-razlika 19:15) te se tako plasirao na peto mjesto skupine B (Steiermark – Süd).
Nakon još jedne duge zimske stanke, tijekom koje je nogometna lopta koliko-toliko mirovala na donjoštajerskim nogometnim igralištima (izuzetak su bile samo pojedinačne humanitarne utakmice, gdje se prihod od prodanih ulaznica usmjeravao na zbrinjavanje ranjenika i vojnih invalida te pojedinačna gostovanja donjoštajerskih momčadi u Austriji i obrnuto), nogometaši su 18. travnja 1943. ponovno izašli na igrališta.

Rapid Maribor očekivano je najbolje započeo proljetni dio sezone. Crno-plavi su u donjoštajerskom derbiju prvog kola odmjerili snage s SG Cilli iz Celja i svladali goste iz grada na Savinji rezultatom 7:3 te tako dokazali da su zasluženo favorit broj jedan za konačnu pobjedu u skupini B (Steiermark – Süd) Gaulige Steiermark.

Velika pobjeda protiv SG Cillija dodatno je učvrstila vodstvo Rapid Maribora na ljestvici i osigurala mu jasnu ulogu favorita pred daljnje utakmice, ulogu u kojoj se igrači u crno-plavim dresovima nikad nisu najbolje snašli. Uslijedio je neshvatljiv pad forme igrača Rapida, koji su u tri susreta u svibnju skupili samo jedan bod, uz jedan remi i dva poraza, te mnoštvo grešaka u igri. Zahvaljujući lošoj formi Rapida BSG Rosenthal je nizom pobjeda izbio na prvo mjesto koje nije ispuštao do kraja prvenstva.
Ključnim se pokazalo posljednje prvenstveno kolo u kojem je BSG Rosenthal iznenađujuće svladao SG Cilli 7:0, dok Rapid Maribor nije izdržao pritisak favorita i nužnost pobjede u Grazu, gdje su crno-plavi neočekivano izgubili 2:1 od Grazer SC-a. Spomenutom pobjedom u prošlom kolu BSG Rosenthal je stekao neuhvatljivu prednost nad Rapid Mariborom – koji je do tada odigrao utakmicu manje od BSG Rosenthala – te se kao pobjednik skupine B (Steiermark – Süd) plasirao u završnicu prvenstva Gaulige Steiermark gdje ih je već čekao pobjednik skupine A (Steiermark – Nord), SC Kapfenberg. Vrijedi napomenuti da je naslov prvaka u Gauligi Steiermark donio i sudjelovanje u daljnjim borbama za plasman u Gauligu Donau-Alpenland. Unatoč iznenađujućoj pobjedi od 2:0 u prvoj utakmici, BSG Rosenthal je na kraju ipak morao priznati pobjedu iskusnijoj momčadi SC Kapfenberg, koja je u uzvratu slavila sa 6:1 i tako osvojila naslov prvaka u Gauligi Steiermark.

Mariborski Železničar ponovio je jesenski uspjeh i učvrstio se na trećem mjestu prvenstvene ljestvice skupine B (Steiermark – Süd) Gaulige Steiermark te tako dokazao da je drugi najuspješniji donjoštajerski nogometni klub u Gauligi Steiermark, dok je celjski SG Cilli za jedno mjesto popravio svoj jesenski rezultat, prepustivši Grazu momčadi Grazer SC i Grazer Post SG i TuS Leibnitz na četvrtom mjestu. Posebno lošu formu pokazao je Post SG iz Graza koji u proljetnoj sezoni nije uspio pobijediti niti u jednoj utakmici te je u konačnici završio na začelju prvenstvene ljestvice, što je značilo i ispadanje iz lige.

## Natjecanje

### Grupa A (Sjever)
| mj.     | klub               | ut. | pob. | ner. | por. | gol+ | gol- | kvoc  | bod |
| ------- | ------------------ | --- | ---- | ---- | ---- | ---- | ---- | ----- | --- |
| 1.      | Kapfenberger SC    | 10  | 10   | 0    | 0    | 58   | 9    | 6,444 | 20  |
| 2.      | SG Reichsbahn Graz | 11  | 7    | 1    | 3    | 40   | 25   | 1,600 | 15  |
| 3.      | BSG Donawitz       | 12  | 7    | 0    | 5    | 42   | 35   | 1,200 | 14  |
| 4.      | Grazer AK          | 12  | 6    | 1    | 5    | 30   | 34   | 0,882 | 13  |
| 5.      | BSG Puch Graz      | 11  | 3    | 1    | 7    | 18   | 35   | 0,514 | 7   |
| 6.      | LSV Zeltweg        | 12  | 3    | 1    | 8    | 29   | 51   | 0,568 | 7   |
| 7.      | BSG Fohnsdorf      | 12  | 2    | 0    | 10   | 18   | 46   | 0,391 | 4   |
|         |                    |     |      |      |      |      |      |       |     |
| Izvori: |                    |     |      |      |      |      |      |       |     |

|  | Kapfenberger SC ide u finale protiv pobjednika skupine B |
|  | BSG Fohnsdorf ispao je iz lige                           |

- Novi članovi: SK Sturm Graz i Reichsbahn Mürzzuschlag

### Grupa B (Jug)
- Marburg → Maribor
- Cilli → Celje
- Reichsbahn → Železničar

| mj.     | klub                  | ut. | pob. | ner. | por. | gol+ | gol- | kvoc  | bod |
| ------- | --------------------- | --- | ---- | ---- | ---- | ---- | ---- | ----- | --- |
| 1.      | BSG Rosental          | 12  | 10   | 0    | 2    | 52   | 18   | 2,888 | 20  |
| 2.      | SV Rapid Marburg      | 12  | 8    | 1    | 3    | 46   | 23   | 2,000 | 17  |
| 3.      | SG Reichsbahn Marburg | 12  | 7    | 1    | 4    | 31   | 13   | 2,384 | 15  |
| 4.      | DSG Cilli             | 12  | 5    | 0    | 7    | 37   | 37   | 1,000 | 10  |
| 5.      | Grazer SC             | 12  | 4    | 2    | 6    | 27   | 48   | 0,562 | 10  |
| 6.      | TuS Leibnitz          | 12  | 3    | 1    | 8    | 25   | 41   | 0,609 | 7   |
| 7.      | Post SG Graz          | 12  | 1    | 3    | 8    | 18   | 56   | 0,321 | 5   |
|         |                       |     |      |      |      |      |      |       |     |
| Izvori: |                       |     |      |      |      |      |      |       |     |

|  | BSG Rosental ide u finale protiv pobjednika skupine A |
|  | Post SG Graz ispao je iz lige                         |

- Novi članovi: SG Trifail (Trbovlje)

### Završnica
| Prva momčad     | Ukupno | Druga momčad | 1. utakmica 14. 6. 1943. | 2. utakmica 30. 6. 1943. |
| --------------- | ------ | ------------ | ------------------------ | ------------------------ |
| Kapfenberger SC | 6:3    | BSG Rosental | 0:2                      | 6:1                      |

- Kapfenberger SC igra završnicu za promociju u Gauliga Donau-Alpenland 1943./44. Nije uspio.

## Donjoštajerska nogometna liga
U lipnju 1942. godine dolazi do obnove nogometnih događanja u Trbovlju, gradu s dugogodišnjom tradicijom organiziranog nogometa. Osnovano je sportsko društvo SG Trifail, koje je nastalo na temeljima zabranjenog nogometnog kluba Rudara. Okupatorske vlasti nisu uspjele privući većinu prijeratnih nogometaša ovog kluba u redove novoosnovanog sportskog društva jer se većina priključila partizanskim postrojbama u Zasavlju, ali su ipak uspjeli okupiti izuzetno kvalitetnu momčad za koju je bilo jasno da će imati zapaženu ulogu u nogometnim zbivanjima Donje Štajerske.
U srpnju 1942. celjski BSG Westen Cilli također počinje aktivno se miješati u nogometna zbivanja Donje Štajerske. Klupska uprava Westena, kluba čija je nogometna momčad bila sastavljena isključivo od radnika ove poznate celjske tvornice emajliranih posuda, ubrzo je postavila ambiciozan plan daljnjeg razvoja kluba i razvoja infrastrukture. Stoga su izgradili i sportsko igralište u blizini tvornice i ujedno si zadali cilj u što kraćem roku ugroziti nogometni primat SG Cilli u gradu.
Zbog velikog interesa lokalnog stanovništva za nogomet i činjenice da je do ljeta 1942. gotovo svako veće mjesto u Donjoj Štajerskoj imalo svoju nogometnu momčad, Donještajerski sportski savez odlučio je organizirati nogometnu momčad u sezoni 1942./43. Počinje i nižerazredna Donjoštajerska nogometna liga. U ovom natjecanju nastupilo je osam ekipa, među kojima su bile samo ekipe iz Donje Štajerske. Tako su u nižerazrednom regionalnom nogometnom prvenstvu Donje Štajerske osim ŠD Trbovlje (SG Trifail) nastupili i ŠD mariborskih poštara (SG Marburg Post), ŠD tvornice emajliranih posud Westen iz Celja (BSG Westen Cilli), ŠD Ptuj (SG Pettau), ŠD Zagorje ob Savi (SG Edlingen), PD Hrastnik (SG Eichtal), ŠD Radlje ob Dravi (SG Mahrenberg), a sudjelovao je i ŠD Slovenska Bistrica (SG Windischfeistriz). U ovom natjecanju istaknula se trbovljanska ekipa SG Trifail koja je pobijedila u svih sedam utakmica jesenske polusezone i pokazala da je kvalitetom na puno višoj razini od ostalih momčadi lige.
Proljetni dio sezone u nogometnoj ligi Donje Štajerske obilježio je i SG Trifail iz Trbovlja koji je još jednom pomeo konkurenciju i pobijedio u preostalih sedam utakmica te tako sezonu završio bez poraza i s 24 od 28 mogućih boda. Nevjerojatna dominacija Trbovljana u donjoštajerskom nogometnom natjecanju, o čemu je iscrpno izvještavalo i ljubljansko Jutro, otvorila je razumljivo pitanje treba li Trbovljane povezivati s nekim kvalitetnijim sustavom natjecanja unutar Trećeg Reicha. To se i ostvarilo u jesen iste godine, kada je ponovo organizirana Gauliga Steiermark, a nakon reorganizacije u nju je uključena i momčad SG Trifaila.

## Poveznice
- Gauliga Donau-Alpenland 1942./43.
- 1. Klasse Kärnten 1942./43.

## Vanjske poveznice
- Tin Mudražija, Zgodovina nogometa v Kraljevini SHS/Jugoslaviji in v času okupacije, 2016.
- RSSSF
- Štajerska ljestvica 1920.-1945.
- Aleš Marđetko, Športno dogajanje v okupiranem Celju (1941 – 1945)